# Wola Radziszowska (przystanek kolejowy)
Wola Radziszowska – przystanek kolejowy w Woli Radziszowskiej, w województwie małopolskim, w powiecie krakowskim.

## Ruch pasażerski
| Rok  | Wymiana pasażerska na dobę |
| ---- | -------------------------- |
| 2017 | 20-49                      |
| 2022 | 50-99                      |